# FK Pohronie
FK Pohronie là một câu lạc bộ bóng đá Slovakia, đến từ thị trấn Žiar nad Hronom. Lần đầu tiên, câu lạc bộ thi đấu ở Fortuna Liga, hạng cao nhất trong hệ thống các giải bóng đá Slovakia, mùa giải 2019-20.

## Lịch sử
Ngày 1 tháng 6 năm 2012, hai đội bóng đạt được thỏa thuận vận hành một câu lạc bộ mới. Các đội bóng tham gia hợp nhất là Sokol Dolná Ždaňa và FK Žiar nad Hronom.

## Danh hiệu

### Trong nước
- 2. Liga (1993-nay)
  -  Vô địch (1): 2018-19 (Thăng hạng)
- 3. Liga - Central (1993-nay)
  -  Vô địch (1): 2012-13 (Thăng hạng)

## Các mùa giải gần đây
| Mùa giải | Hạng đấu          | Thứ hạng                    | Cúp quốc gia | Vua phá lưới/Số bàn thắng |
| -------- | ----------------- | --------------------------- | ------------ | ------------------------- |
| 2012-13  | (III) 3. liga     | thứ 1 (thăng hạng)          | Vòng 2       | Michal Páleník (12)       |
| 2013-14  | (II) 2. liga      | thứ 9                       | Vòng 2       | Michal Páleník (9)        |
| 2014-15  | (II) DOXXbet liga | thứ 1 Relegation group West | Vòng 3       | Patrik Abrahám (15)       |
| 2015-16  | (II) DOXXbet liga | thứ 6                       | Vòng 16 đội  | Patrik Abrahám (8)        |
| 2016-17  | (II) DOXXbet liga | thứ 9                       | Vòng 3       | Marek Frimmel (15)        |
| 2017-18  | (II) DOXXbet liga | thứ 9                       | Vòng 3       | Marek Frimmel (6)         |
| 2018-19  | (II) 2. liga      | thứ 1 (thăng hạng)          | Vòng 5       | Peter Ďungel (8)          |
| 2019-20  | (I) Fortuna Liga  |                             | Vòng 16 đội  |                           |

## Tài trợ
source
| Giai đoạn | Nhà sản xuất trang phục | Nhà tài trợ áo đấu |
| --------- | ----------------------- | ------------------ |
| 2012-13   | Jako                    | REMESLO            |
| 2012-13   | Joma                    | không có           |
| 2014-17   | Adidas                  | không có           |
| 2017-     | Erreà                   | REMESLO            |

## Đội hình hiện tại
Tính đến ngày 12 tháng 2 năm 2020

Ghi chú: Quốc kỳ chỉ đội tuyển quốc gia được xác định rõ trong điều lệ tư cách FIFA. Các cầu thủ có thể giữ hơn một quốc tịch ngoài FIFA.
| Số | VT | Quốc gia             | Cầu thủ                                   |
| -- | -- | -------------------- | ----------------------------------------- |
| 1  | TM | Slovakia             | Tomáš Jenčo                               |
| 2  | HV | Slovakia             | Richard Župa                              |
| 3  | HV | Slovakia             | Dominik Daniš                             |
| 4  | TV | Cameroon             | Michel Meda                               |
| 5  | HV | Cộng hòa Séc         | Petr Pavlík (mượn từ Zbrojovka Brno)      |
| 6  | HV | Slovakia             | Patrik Jacko                              |
| 7  | TV | Slovakia             | Lukáš Pelegríni (đội trưởng)              |
| 8  | TĐ | Slovakia             | Kristián Mihálek (mượn từ Spartak Trnava) |
| 9  | TĐ | Slovakia             | Roland Gerebenits (mượn từ Žilina B)      |
| 10 | TĐ | Bosna và Hercegovina | Ismar Tandir (mượn từ Sigma Olomouc)      |
| 11 | TĐ | Serbia               | Kojo Matić                                |
| 12 | HV | Slovakia             | Ján Hatok                                 |
| 13 | TV | Slovakia             | Patrik Abrahám                            |

| Số | VT | Quốc gia     | Cầu thủ                                        |
| -- | -- | ------------ | ---------------------------------------------- |
| 15 | TV | Slovakia     | Ján Dzúrik                                     |
| 16 | TĐ | Slovakia     | Matúš Mikuš                                    |
| 18 | TV | Slovakia     | Patrik Blahút                                  |
| 20 | TV | Slovakia     | Michal Obročník                                |
| 21 | HV | Slovakia     | Peter Chríbik (mượn từ Žilina B)               |
| 22 | TV | Burkina Faso | Cedric Badolo                                  |
| 25 | TM | Cộng hòa Séc | Matěj Luksch (mượn từ Dynamo České Budějovice) |
| 26 | HV | Kenya        | Yusuf Mainge                                   |
| 30 | TM | Slovakia     | Samuel Dovec                                   |
| 33 | HV | Brasil       | Jacy (mượn từ Capivariano)                     |
| 77 | TV | Slovakia     | Peter Mazan (mượn từ Radomiak Radom)           |
| —  | TV | Anh          | James Weir                                     |
| —  | TV | Gambia       | Alieu Fadera                                   |

Về các chuyển nhượng gần đây, xem Danh sách chuyển nhượng bóng đá Slovakia hè 2019 và Danh sách chuyển nhượng bóng đá Slovakia đông 2019-20.

### Cho mượn 2019-20
Ghi chú: Quốc kỳ chỉ đội tuyển quốc gia được xác định rõ trong điều lệ tư cách FIFA. Các cầu thủ có thể giữ hơn một quốc tịch ngoài FIFA.
| Số | VT | Quốc gia | Cầu thủ                                   |
| -- | -- | -------- | ----------------------------------------- |
| —  | TV | Slovakia | András Mészáros (ViOn Zlaté Moravce)      |
| —  | TĐ | Slovakia | Dávid Kondrlík (đến ASK-BSC Bruck/Leitha) |

### Ban kĩ thuật
Tính đến ngày 18 tháng 2 năm 2020
| Staff                  | Job title               |
| ---------------------- | ----------------------- |
| Mikuláš Radványi       | Huấn luyện viên         |
| Jozef Pavlík           | Trợ lý huấn luyện viên  |
| Roman Packo            | Huấn luyện viên thủ môn |
| Miroslav Filipko       | Giám đốc thể thao       |
| Stanislav Neuschl      | Quản lý đội bóng        |
| Ján Búci               | Ban lãnh đạo            |
| Lukáš Tesák            | Huấn luyện viên thể lực |
| MUDr. Stanislav Šperka | Bác sĩ                  |
| Andrej Matonok         | Bác sĩ vật lý trị liệu  |

### Đội dự bị
FK Pohronie B đang không hoạt động. Gần đây đội thi đấu ở giải hạng 7 Slovakia (VII. liga DOUBLE STAR BET ObFZ ZH).

## Cầu thủ đáng chú ý
Các cầu thủ đáng chú ý sau thi đấu cho các đội tuyển quóc gia tương ứng. Các cầu thủ có tên in đậm thi đấu cho đội tuyển quốc gia khi thi đấu cho FK Pohronie. 

Cầu thủ đáng chú ý, từng thi đấu các câu lạc bộ trước đó, FK Žiar nad Hronom và Sokol Dolná Ždaňa, được liệt kê với câu lạc bộ tương ứng.
- Lukáš Tesák
- Mateusz Zachara

## Huấn luyện viên
- Ján Rosinský (2009-2010)
- Štefan Zaťko (2012 – tháng 5 năm 2016)
- Rastislav Štanga (tháng 5 năm 2016 – tháng 6 năm 2016)
- Peter Černák (tháng7 năm 2016 – tháng 8 năm 2016)
- Miloš Foltán (tháng 8 năm 2016 – tháng 9 năm 2017)
- Milan Nemec (tháng 9 năm 2017 – tháng 7 năm 2019)
- Rastislav Urgela (tạm quyền) (tháng 8 năm 2019)
- Ján Rosinský (tháng 8 năm 2019-tháng 10 năm 2019)
- Mikuláš Radványi (tháng 10 năm 2019-nay)